# 서씨 (삼국지)
서씨(徐氏, ?~?)는 손견(孫堅)의 셋째 아들인 손익(孫翊)의 아내이다. 손익이 암살당하자 지혜롭게 대처하여 남편의 원수를 갚았다.

## 생애
204년 규람(嬀覽)이 대운(戴員)과 함께 변홍(邊鴻)을 사주하여 손익을 죽이고 자신을 겁탈하려 하자, 서씨는 그 달 그믐날까지만 기다려 달라고 하고 남몰래 손고(孫高)와 부영(傅嬰)에게 도움을 청하였다. 
그믐날 제사가 끝난 다음 목욕을 하고 즐거워하는 기색을 보이니, 서씨를 감시하던 규람은 이같은 행동을 알고 더 이상 의심하지 않았다. 밤이 되자 규람과 대운을 같이 불러들인 다음, 먼저 규람을 들어오게 하고 손고와 부영에게 죽이게 했다. 뒤이어 대운마저 죽인 다음, 상복으로 갈아입고 두 사람의 목을 베어 손익의 영전에 바쳤다. 
한편 손익의 죽음을 안 손권(孫權)은 직접 군사를 이끌고 단양으로 와 규람과 대운의 잔당들을 소탕했다.

## 《삼국지연의》에서의 서씨
삼국지연의에서는 미모가 빼어나고 점을 잘 치는 인물로 나온다. 손익이 술잔치를 벌이려 하자 점괘가 불길하다며 반대했으나 받아들여지지 않았고, 결국 손익은 암살당했다. 서씨가 손익의 원수를 갚은 후 손권이 서씨를 비롯한 손익의 가솔들을 거느리고 되돌아간 것으로 되어 있다. 